# Sandra Nkaké
Sandra Nkaké (Yaoundé, 1973. november 15. –) kameruni-francia énekesnő, dalszerző, színésznő.

## Pályafutása
Nkaké 1973-ban született a kameruni Yaoundéban. Tizenkétéves korában Franciaországba költözött édesanyjával, Lucie-Mami Noor Nkakéval, aki az UNESCO-nál dolgozott, mielőtt a Présence africaine kiadóhoz csatlakozott vola. Nkaké már kiskorától fogva szenvedélyesen szerette a zenét, különösen Prince-t, akit tinédzserként fedezett fel.
Angoltanár szeretett volna lenni, ezért Párizsban, a Sorbonne-on tanult, ahol számos emberrel találkozott, például Thomas Le Douarec rendezővel, aki 1994-ben adta neki első színpadi szerepét Arthur Miller Salemi boszorkányok című darabjában. Húszéves korábantól szerepválogatásokon vett részt és színésznő lett. 1994-ben debütált a Thomas Ledouarec rendezte „The Crucible” című filmben. A következő évben szerepet kapott a „Le Dindon” című filmben.
1996-ban a Jean-Marc Longval rendezte „Les Deux Papas et la Maman” című filmben játszott. Ezt nem egy játékfilm és tévéfilm követte, de Nkaké továbbra is zenei karrierjére koncentrált. A 2000-es években számos előadóval együttműködött a stúdióban és a színpadon: Jacques Higelin, Daniel Yvinec, a National Jazz Orchestra, Julien Lourau, Rodolphe Burger. 
Gerald Toto-val és David Waltersszel dolgozott az „Urban Kreol” lemezen. 2008-ban a „Mansaadi” című albumot, amelyet több, mint 200 koncertje kísérte világszerte, beleértve a turnékat Afrikában és Brazíliában.
Donny Hathaway emlékére Stéphane Belmondo 2011-es Ever After című albuma egy dalával emlékezezett. 2012-ben jelent meg második albuma, a „Nothing for Granted”, amelyet munkatársával, Ji Drû-vel közösen írt. 2017. szeptemberében kiadta harmadik albumát, a „Tangerine Moon Wishes”-t.
Nkakét kifejező hangja a francia soul alapművészévé tette. 2007. óta Párizs külvárosában, Saint-Denis-ben él.

## Albumok
- 2008: Mansaadi
- 2012: Nothing For Granted
- 2017: Tangerine Moon Wishes
- 2023: Scars

## Filmek
- 1996: Les Deux Papas et la Maman
- 2000: The Girl
- 2003: Bienvenue au gîte
- 2004: Casablanca Driver
- 2009: King Guillaume
- 2011: Toi, moi, les autres
- 2014: Not My Type
- 2015: Mes chers disparus (TV series): Brigitte Elbert
- 2016: Bienvenue au Gondwana
- 2017: La Fin De La Nuit: Nanda
- 2017: Une saison en France
- 2018: Photo de Famille
  - Sandra Nkaké az IMDb-n

## Díjak
- 2012: Victoires du Jazz